# Schiedeella arizonica
Schiedeella arizonica är en orkidéart som beskrevs av Paul Martin Brown. Schiedeella arizonica ingår i släktet Schiedeella och familjen orkidéer. Inga underarter finns listade i Catalogue of Life.